# Кирило і Марія Радонезькі

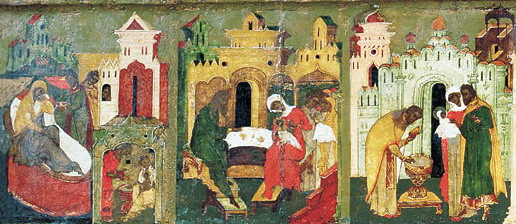
Батьки і дитина Варфоломій:
1. Народження
2. У колисці
3. Хрещення
Фрагмент ярославської ікони середини XVII сторіччя «Сергій Радонезький з житієм».
Ярославський музей-заповідник

Кирило і Марія Радонезькі (пом. 1337) — преподобні Російської православної церкви, батьки визначного московського релігійного діяча преподобного Сергія Радонезького.

## Життєпис
Кирило і Марія мешкали в кінці XIII - на початку XIV сторіччя в Ростовському князівстві, за переказами, володіли маєтком на березі річки Ішня в 4 км від Ростова. Кирило був знатним боярином ростовських князів Костянтина Борисовича, а після Василя Костянтиновича, не раз супроводжував їх у поїздках в Золоту Орду. Можливо, близькість роду преподобного Сергія по батькові та Вельямінових пояснюється їх походженням від загального предка - варяга Шимона - будівельника Успенського собору Києво-Печерського монастиря. Про походження роду преподобного Сергія від варяга Шимона, крім непрямих даних, згадок родини боярина Кирила як Симонова та інших, говорить і переказ, записаний у середині XIX сторіччя краєзнавцем Ростова Великого Олександром Яковичем Артиновим. 
Походження Марії невідомо, хоча можна припускати її походження як від простих ростовських людей, так і від знатних татар, ймовірно, чингізидів. Чоловік сестри Марії, який переселився разом з Кирилом в Радонеж - Дюдень, був з численних тоді в Ростові знатних хрещених татар. Подібно до сучасних кряшенам, шлюби їх зазвичай влаштовувалися всередині їх громади, а виключення з цього правила були результатом дуже великої любові. Серед ти, що переселилися з боярином Кирилом до Радонежа родичів Марії був і Тормос. У той час прізвиська (нехристиянські імена) в офіційних документах використовувалися тільки по відношенню до християн зі знатних людей. Також, ймовірно, що обидва знатних родича Марії татарського походження - не тільки чоловік її сестри Дюдень, який не міг би одружитися на сестрі Марії, будучи кровним родичем, але і Тормосов - були її кровними родичами, тому і не можна повністю виключати походження Марії зі слов'ян або інших народів Ростовської землі.
Подружжя воліли жити не в місті, а на селі, й їхні діти не дивлячись на боярське походження, росли в працях і турботах звичайних селян, стали майстрами на всі руки. Кирило і Марія суворо дотримувалися церковних правил, молилися і разом ходили в храм, допомагали незаможним, приймали мандрівників. Під час вагітностей Марія дотримувалася посту, уникала м'яса, риби і молока, харчуючись лише хлібом і рослинною їжею. У них були діти Стефан, Варфоломій (майбутній Сергій Радонезький), Петро і Ганна (вона згадується істориком Крючковим, в інших же джерелах Анна - дружина Стефана). Згідно з житієм, коли Марія була в церкві, вагітна Варфоломієм, той тричі вигукнув гучним голосом в материнському череві. З перших днів життя немовля Варфоломій всіх дивував постування: по середах і п'ятницях він зовсім нічого не їв, а в інші дні відмовлявся від материнського молока, якщо Марія їла м'ясо. 
Варфоломій, коли йому було близько 12 років, попросив у батьків благословення на чернецтво, ті не заперечували, але просили почекати до їх смерті. Близько 1328 року, за сучасними даними Свято-Троїцької Сергієвої Лаври - близько 1340 року, його батьки після зубожіння через тривалий голод у Ростовській землі переселилися в Московське князівство - в Радонеж, де жили поблизу церкви Різдва Христового, де запросив родича Кирила - ієродиякона Онисима, згодом одного з перших учнів Преподобного Сергія в Свято-Троїцької обителі - московський тисяцький Протасій Федорович. Кирило мав отримати маєток, але через старість не міг служити князю, і цей обов'язок прийняв на себе старший син Стефан. 
В кінці життя Кирило і Марія разом прийняли спочатку чернечий постриг, а потім і схиму в Хотьковському Покровському монастирі в 3 км від Радонежа, в той час одночасно чоловічому і жіночому. За ними, вже немічними, доглядав Стефан, що також оселився в монастирі після смерті своєї дружини. Померли в 1337 рік (не пізніше початку 1340 років) в старості, після хвороб, благословивши Варфоломія на чернечий подвиг. Діти поховали їх у Покровському соборі, де і дотепер перебувають їх мощі, і преподобний Сергій перед прийняттям важливих рішень і перед своїми небезпечними через розбійників і диких звірів далекими пішими переходами, часто поодинці, обов'язково відвідував місце їх спочинку. 

## Шанування

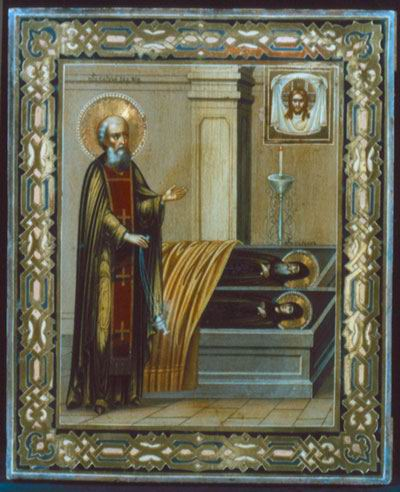
Преподобний Сергій Радонезький перед трунами батьків. Ікона XIX сторіччя

Уже в XIV сторіччі в особовому житії преподобного Сергія батьки його зображені з німбами. До XIX сторіччя шанування їх поширилося у Російській імперії, про що свідчать месяцеслови того часу, до них йшли за зціленням. 3 квітня 1992 року, в рік святкування 600-річчя від дня смерті преподобного Сергія, на Архієрейському соборі Російської православної церкви відбулося загальноцерковне прославляння схимонаха Кирила і схимонахині Марії. Святкування пам'яті преподобних Кирила і Марії 28 вересня (11 жовтня) і 18 (31) січня, а також в собори Ростовських і Радонежських святих. 